# Badminton-Bundesliga 1988/89
Die Badminton-Bundesligasaison 1988/89 bestand aus 14 Spieltagen im Modus „Jeder gegen jeden“ mit Hin- und Rückspiel. Meister wurde der FC Langenfeld.

## Endstand
| Platz | Verein | Spiele | Punkte | Spielpunkte |
| ----- | --- | ------ | ------ | ----------- |
| 1.    | FC Langenfeld (Stephan Kuhl, Robert Neumann, Uwe Scherpen, Peter Wolf, Frank Hochstrate, Rolf Heyer, Kirsten Schmieder, Kerstin Ubben, Stefanie Rommerskirchen)                           | 14     | 23:05  |             |
| 2.    | SV Fortuna Regensburg (Markus Keck, Gerhard Treitinger, Klaus Treitinger, Armin Hartmann, Michael Treitinger, Dirk Theis, Rainer Fischer, Anne-Katrin Seid, Birgit Schilling, Elke Drews) | 14     | 20:08  |             |
| 3.    | 1. DBC Bonn (Harald Klauer, Volker Renzelmann, Detlef Poste, Stefan Eickhoff, Uwe Kreuzer, Werner Zimmermann, Christiane Ruß, Dorett Hökel, Karola Ruß)                                   | 14     | 16:12  |             |
| 4.    | FC Bayer 05 Uerdingen | 14     | 13:15  |             |
| 5.    | TV Mainz-Zahlbach | 14     | 13:15  |             |
| 6.    | TuS Wiebelskirchen | 14     | 12:16  |             |
| 7.    | TTC Brauweiler 1948 | 14     | 11:17  |             |
| 8.    | 1. BV Mülheim (N) | 14     | 04:24  |             |